# Right Where You Want Me
Right Where You Want Me  (pt: Exatamente Onde Você Me Quer) é o segundo álbum em estúdio da carreira solo do ator e cantor norte-americano Jesse McCartney. O álbum foi lançado em 19 de setembro de 2006, pela gravadora Hollywood Records, vendendo aproximadamente 600 mil cópias mundialmente.

## Informações
"Right Where You Want Me" estreou na 15ª posição na Billboard 200, superando a primeira semana de vendas de seu primeiro álbum, Beautiful Soul. O álbum vendeu 300.000 cópias nos Estados Unidos e mais de 600.000 cópias em todo o mundo, foi certificado com disco de ouro no Taiwan e na Itália, por mais de 100.000 cópias vendidas.
O primeiro single de mesmo nome do álbum não teve tanto sucesso quanto seu single de estréia, "Beautiful Soul", alcançando o número 33 na Billboard Hot 100. O segundo single "Just So You Know" foi lançado na Europa, onde teve um desempenho mediano, o clipe teve divulgação nos Estados Unidos, embora o single nunca tenha recebido um lançamento oficial no país. Um terceiro single chamado "Just Go" foi lançado apenas na Itália. Após o baixo desempenho do álbum, Jesse voltou aos estúdios para escrever e gravar novas músicas para o seu terceiro álbum.

## Faixas
| Standard edition |                           |                                       |         |  |
| N.º              | Título                    | Produtor(es)                          | Duração |  |
| 1.               | "Right Where You Want Me" | Andy Dodd, Adam Watts                 | 3:32    |  |
| 2.               | "Just So You Know"        | Dodd, Watts                           | 3:54    |  |
| 3.               | "Blow Your Mind"          | John Shanks                           | 3:11    |  |
| 4.               | "Right Back in the Water" | Lobel                                 | 3:26    |  |
| 5.               | "Anybody"                 | Kara DioGuardi, Marti Frederiksen     | 3:21    |  |
| 6.               | "Tell Her"                | Emanuel Kiriakou                      | 4:00    |  |
| 7.               | "Just Go"                 | Dodd, Watts                           | 3:38    |  |
| 8.               | "Can't Let You Go"        | Shanks                                | 2:46    |  |
| 9.               | "We Can Go Anywhere"      | Dodd, Watts                           | 3:35    |  |
| 10.              | "Feelin' You"             | Dodd, Watts                           | 3:25    |  |
| 11.              | "Invincible"              | Lobel, DioGuardi                      | 3:45    |  |
| 12.              | "Daddy's Little Girl"     | Sherry Kondor, Shannon Sanders, Lobel | 3:45    |  |
| Duração total:   | Duração total:            | Duração total:                        | 41:19   |  |

| Faixa Exclusiva Wal-Mart |        |              |         |  |
| N.º                      | Título | Produtor(es) | Duração |  |
| 14.                      | "Gone" | DioGuardi    | 3:20    |  |

| Faixas Bônus Best Buy, Target e Japão |                     |                        |         |  |
| N.º                                   | Título              | Produtor(es)           | Duração |  |
| 13.                                   | "Running Away"      | DioGuardi, Shanks      | 3:35    |  |
| 14.                                   | "Feels like Sunday" | DioGuardi, Frederiksen | 3:45    |  |

| Faixas Bônus Itália |                                                  |                        |         |  |
| N.º                 | Título                                           | Produtor(es)           | Duração |  |
| 13.                 | "Feels like Sunday"                              | DioGuardi, Frederiksen | 3:45    |  |
| 14.                 | "Right Where You Want Me" (Junior Caldera Remix) | Dodd, Watts            | 3:13    |  |

## Desempenho em Charts
| Chart (2006)                              | Posição |
| ----------------------------------------- | ------- |
| US Billboard 200                          | 15      |
| US Billboard Top Internet Albums          | 9       |
| UK Albums Chart                           | 153     |
| Taiwan G-music International Albums Chart | 1       |
| Taiwan 5-music International Albums Chart | 1       |
| Taiwan G-music Albums Chart               | 4       |
| Italian Albums Chart                      | 7       |
| Australia Albums Chart                    | 49      |
| France Albums Chart                       | 89      |
| Swiss Albums Chart                        | 90      |

## Certificações
| País          | Certificação |
| ------------- | ------------ |
| Itália (FIMI) | Ouro         |
| Taiwan (RIT)  | Ouro         |

## Histórico de Lançamento
| País           | Data                   | Formato              | Versão                               | Gravadora         |
| -------------- | ---------------------- | -------------------- | ------------------------------------ | ----------------- |
| Japão          | 13 de Setembro de 2006 | CD, download digital | Standard                             | Hollywood Records |
| Estados Unidos | 19 de Setembro de 2006 | CD, download digital | Standard, Wal-Mart, Best Buy, Target | Hollywood Records |
| Canadá         | 19 de Setembro de 2006 | CD, download digital | Standard                             | Hollywood Records |
| França         | 25 de Setembro de 2006 | CD, download digital | Standard                             | Hollywood Records |
| Suíça          | 25 de Setembro de 2006 | CD, download digital | Standard                             | Hollywood Records |
| Itália         | 2 de Outubro de 2006   | CD, download digital | Standard                             | Hollywood Records |
| Austrália      | 24 de Outubro de 2006  | CD, download digital | Standard                             | Hollywood Records |
| Brasil         | 24 de Outubro de 2006  | CD, download digital | Standard                             | Hollywood Records |
| Hong Kong      | 24 de Outubro de 2006  | CD, download digital | Standard                             | Hollywood Records |
| Taiwan         | 24 de Outubro de 2006  | CD, download digital | Standard                             | Hollywood Records |
| Itália         | 25 de Junho 2007       | CD, download digital | Versão Italiana                      | Hollywood Records |